# Barilius bernatziki
Barilius bernatziki är en fiskart som beskrevs av Koumans, 1937. Barilius bernatziki ingår i släktet Barilius och familjen karpfiskar. Inga underarter finns listade.